# Acantholycosa norvegica
Acantholycosa norvegica là một loài nhện trong họ Lycosidae.
Loài này thuộc chi Acantholycosa. Acantholycosa norvegica được Tord Tamerlan Teodor Thorell miêu tả năm 1872.